# Wdzydze Kiszewskie
Wdzydze Kiszewskie (kaschubisch Kiszewsczé Wdzëdzé, deutsch 1874–1920 Wdzidzen, 1942–1945 Sanddorf) ist ein kaschubisches Dorf in Polen in der Woiwodschaft Pommern. Es gehört zur Landgemeinde Kościerzyna (Berent) im Powiat Kościerski. Das Dorf liegt am See Wdzydze (Weitsee). 
Bei seiner Ersterwähnung im Jahre 1280 unterstand Wdzydze Kiszewskie dem Starosten von Stara Kiszewa (Alt Kischau). Ende des 17. Jahrhunderts bestand die Einwohnerschaft aus 11 Fischerfamilien. 1770 wohnten 40 Menschen im Dorf.
Das im 19. Jahrhundert aus armutsbedingter Entvölkerung heraus entstandene Freilichtmuseum ist inzwischen zur wirtschaftlichen Basis des Ortes geworden.

## Kaschubischer Ethnografischer Park

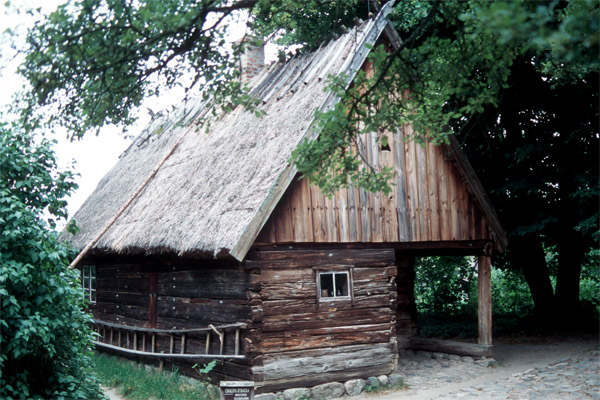
Fischerkate im Freilichtmuseum

Ende des 19. Jahrhunderts wurde der kaschubische Ort verlassen, als die Einwohner auf der Suche nach Arbeit ins Weichsel-Nogat-Delta sowie nach Sachsen und Mecklenburg zogen. 
1906 wurde das Dorf auf Initiative des kaschubischen Ehepaars Theodora und Isidor Gulgowski zum Freilichtmuseum. Heute ist es als Kaschubischer Ethnografischer Park (Kaszubski Park Etnograficzny) das älteste Freilichtmuseum Polens.

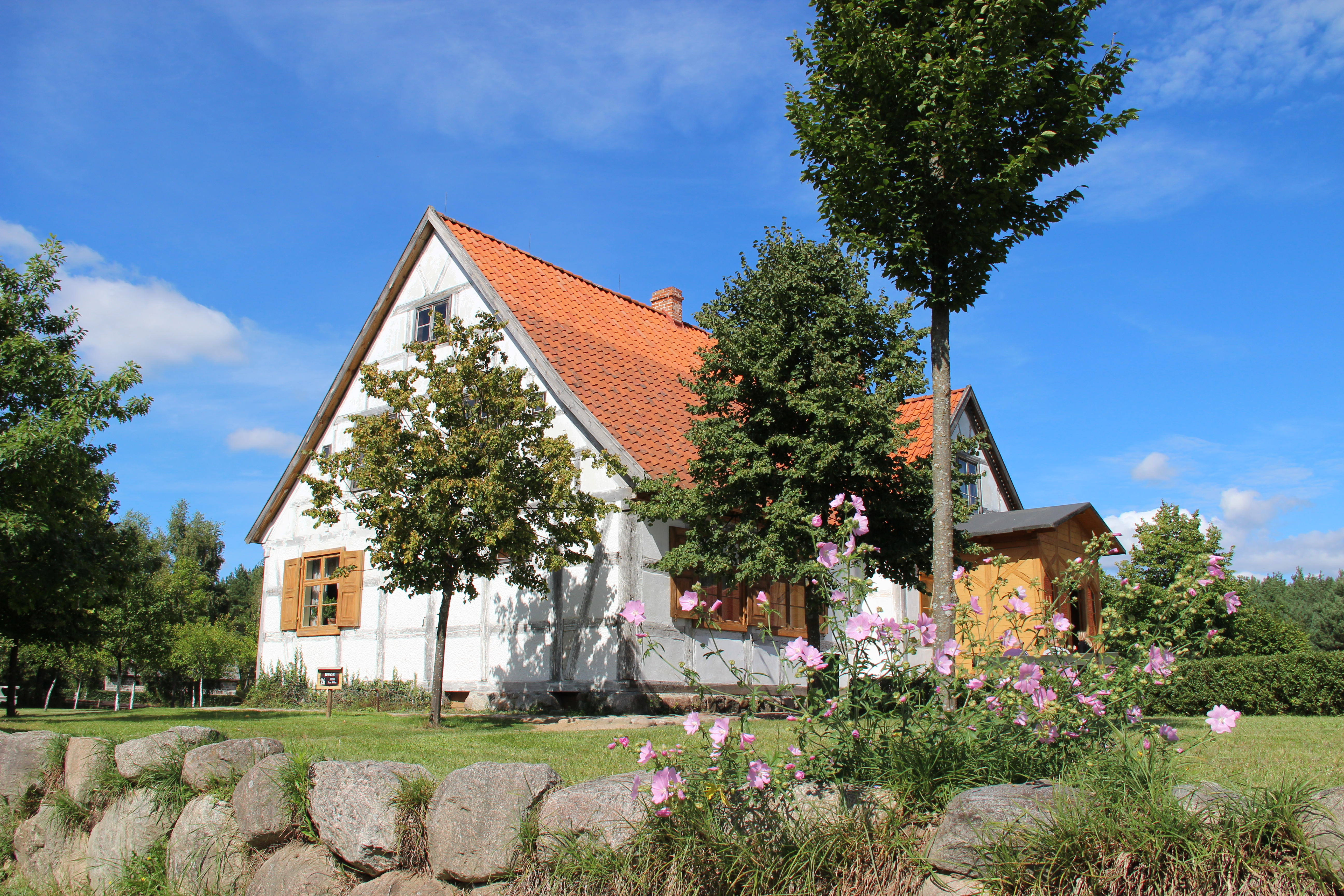
Bauernhaus im Kaschubisch Ethnografischen Park